# Davor Mizerit
Davor Mizerit, slovenski veslač, * 4. januar 1981, Koper.
Mizerit je za Slovenijo nastopil med drugim tudi na Poletnih olimpijskih igrah 2004 v Atenah.